# Friedrich Adler
Friedrich Adler (Viena, 9 de julho de 1879 - Zurique 2 de janeiro de 1960) foi um político austríaco.
Era filho de Victor Adler, o fundador da social-democracia na Áustria. Ele estudou química, física e matemática em Zurique, tornando-se amigo próximo de Albert Einstein durante este período.
Em 1897 se afiliou ao partido Social Democrata da Áustria e em 1907 foi editor da magazine Der Kampf. Foi também o líder da ala esquerda socialista que se colocou contra à política favorável ao esforço bélico do Partido Social-Democrata durante a Primeira Guerra Mundial, fato que lhe causou divergências com seu pai, Victor Adler, principal liderança do partido. Em forma de protesto contra o Estado de exceção que foi decretado em 1916, no dia 21 de outubro do mesmo ano, no restaurante do hotel Meißl und Schadn disparou três vezes contra o primeiro-ministro da Áustria, o Conde Karl von Stürgkh, matando-o. Foi condenado à morte, pena que foi porém, atenuada para apenas 18 anos de prisão. Finalmente, foi anistiado em novembro de 1918. 
Como líder dos social-democratas, combateu a influência dos comunistas dentro do movimento operário austríaco no final da Primeira Guerra Mundial. A partir de 1923 foi secretário da Internacional Socialista dos Trabalhadores (organização antecessora da Segunda Internacional, com sede em Zurique). Em 1940 mudou-se para os Estados Unidos mas voltou para a Europa em 1946.